# 加龙河畔卡迪亚克
加龍河畔卡迪亚克（法語：Cadillac-sur-Garonne，法語發音：[kadijak syʁ ɡaʁɔn]；2023年之前名为卡迪亚克 (Cadillac)）是法国吉伦特省的一个市镇，属于朗贡区。

## 地理
加龙河畔卡迪亚克（44°38'10"N, 0°19'7"W）面积5.44 平方千米，位于法国新阿基坦大区吉倫特省，该省份为法国西南部沿海省份，是法國本土面积最大的省，北起滨海夏朗德省，西临大西洋，南至朗德省，东南接洛特-加龍省，东临多爾多涅省。
与加龙河畔卡迪亚克接壤的市镇（或旧市镇、城区）包括：拉罗克、巴尔萨克、贝盖、塞龙斯、卢皮亚克、奥梅。
加龙河畔卡迪亚克的时区为UTC+01:00、UTC+02:00（夏令时）。

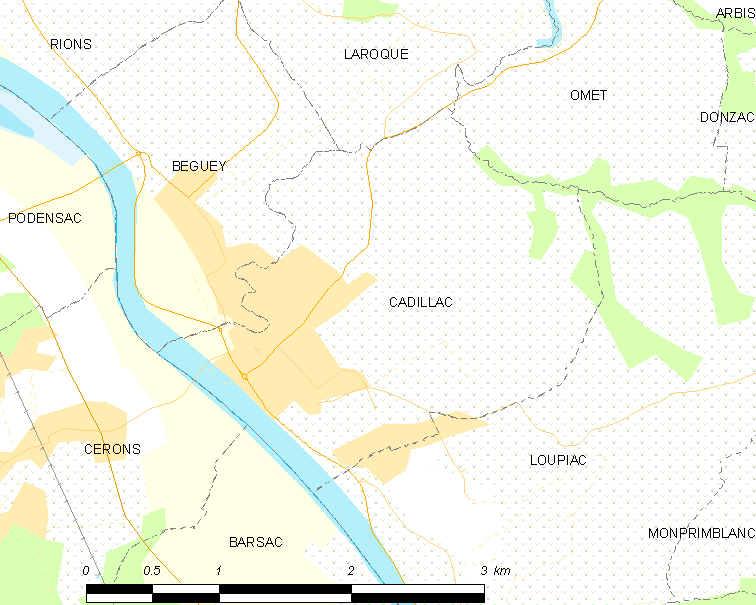
加龙河畔卡迪亚克的OSM定位图

## 行政
加龙河畔卡迪亚克的邮政编码为33410，INSEE市镇编码为33081。

## 政治
加龙河畔卡迪亚克所属的省级选区为海间县。

## 人口

1962-2008年间加龙河畔卡迪亚克人口变化图示

加龙河畔卡迪亚克于2022年1月1日时的人口数量为2727人。